# لعنة الدم

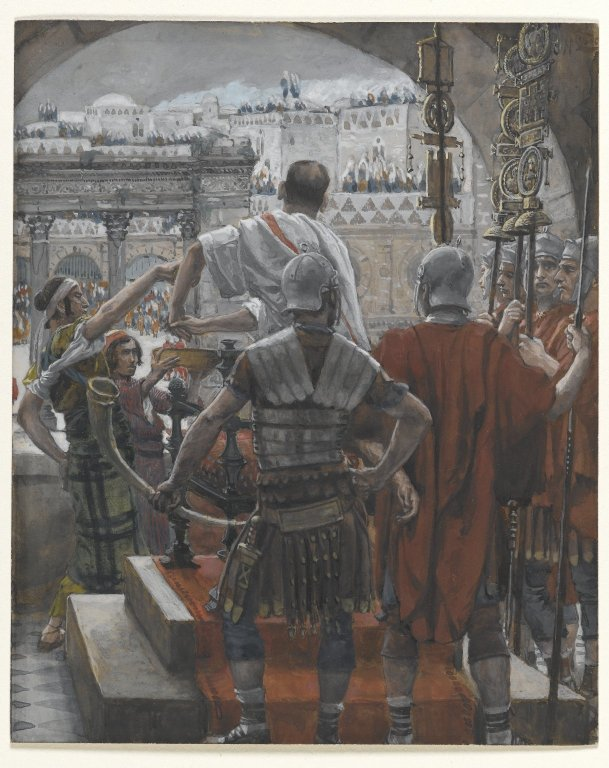
بيلاطس يغسل يديه لجيمس تيسو – متحف بروكلين

لعنة الدم تشير إلى مقطع بالعهد الجديد في إنجيل متى، يصف الأحداث التي تجري في محاكمة بيلاطس ليسوع قبل الصلب، وتحديدا رغبة واضحة من اليهود لقبول المسؤولية عن موت يسوع.
في Matthew 27:24–25:
وَلَمّا رَأى بِيلاطُسُ أنْ لا فائِدَةَ مِنْ مُحاوَلَتِهِ، بَلْ إنَّ الفَوضَى قَدْ بَدَأتْ، أخَذَ بَعضَ الماءِ وَغَسَلَ بِهِ يَدَيهِ أمامَ الجَمْعِ وَقالَ: «أنا غَيرُ مَسؤُولٍ عَنْ مَوتِ هَذا الرَّجُلِ، إنَّها مَسؤُولِيَّتُكُمْ أنتُمْ. فَقالَ جَمِيعُ الشَّعبِ: «دَمُهُ عَلَينا وَعَلَى أولادِنا.»
هذا المقطع ليس له نظير في الأناجيل الأخرى وربما يرتبط بتدمير القدس في عام 70 م. يصف عالم اللاهوت البروتستانتي الألماني أولريش لوز المقطع بأنه «خيال» ابتكره مؤلف إنجيل متى. بعض الكتاب، الذين ينظرون إليه كجزء من جدال متى المعادي لليهود يرون فيه بذور لمعاداة السامية المسيحية اللاحقة. في رأي الراحل جراهام ستانتون، وهو باحث بريطاني في العهد الجديد: «يجب أن ينظر إلى جدال متى المعادي لليهود كجزء من التعريف الذاتي للأقلية المسيحية التي تدرك تمامًا رفضها وعدائها» الأم«اليهودية.» كتب هوارد كلارك كي: «الكلمات المريرة التي يصف بها متى اليهود تسببت في أضرار لا نهاية لها وفي إثارة المشاعر المعادية لليهود». صرح نيكولاس تي رايت، وهو باحث وعالم لاهوت أنجليكاني: «الاستخدام المأساوي والرهيب في وقت لاحق لمتى 27.25 (» دمه علينا، وعلى أولادنا«) كذريعة لمعاداة السامية المسيحية تشويه صارخ لمعناها الأصلي، حيث الإشارة بالتأكيد إلى سقوط القدس». كتب دونالد هاغنر، باحث وعالم لاهوت في العهد الجديد: «لا يمكن إنكار أن هذا التصريح، لسوء الحظ، قد استخدم للترويج لمعاداة السامية. العبارة صيغة أدبية، والإشارة إلى» أولادنا«لا تجعلهم مذنبين بموت يسوع، ناهيك عن الأطفال أو اليهود من الأجيال اللاحقة.»

كتب اللاهوتي الأنجليكاني روان ويليامز، رئيس أساقفة ويلز حينها، والذي أصبح رئيس أساقفة كانتربيري، عن إنجيل متى الذي تم «جعله أداة لأكثر قراءة خاطئة وأكثرها فسادًا من قصص العاطفة التي شوهت سجل الكنيسة»: 
 «إن مرارة الإنجيلي بخصوص الانقسام داخل شعب الله الذي استمر في يومه، ونفاد صبره مع رفض الأغلبية اليهودية لقبول الوعظ بيسوع، ينتشر في هذا الإدانة الذاتية للشعب من قبل» الشعب«. من المحتمل جدًا أن يكون قرّاءه الأوائل قد اعتبروا ذلك اعترافًا جماعيًا بالذنب من قبل الأمة اليهودية، وأنهم ربطوه، كما فعل غيرهم من كتاب العهد الجديد، بتدمير الأمة ومكانها المقدس في كوارث فظيعة سنة 70م، عندما دمر الرومان الهيكل ومعه بقايا السلطة المستقلة للشعب. بمراعاة ذلك، لا يمكن إلا أن يجعل ذلك المسيحي المعاصر يفكر في كل القرون التي شكل فيها الذنب اليهودي جزءًا مهمًا من فهم الذات المسيحي، والكابوس الذي أصبح ممكنًا في القرن العشرين بسبب ذلك.» 